# 多文化主義
多文化主義（たぶんかしゅぎ、英: multiculturalism）という用語は、政治哲学、社会学や日常生活では、基本的に「民族多元主義」と同義語である。他にも大きな集団内にある小さな集団が、異なる文化でありながらも大きな集団に馴染んでいることを意味する、文化多元主義を意味することもある。
政治哲学としての多文化主義には、様々なイデオロギーや政策がある。多文化主義は「サラダボウル」や「文化的モザイク」と表現され、「人種のるつぼ」とは対照的である。ある国家内で異民族の文化を等しく尊重し、異民族の共存を積極的に図っていこうとする思想、運動、政策。

## 政策としての事例
多文化主義は、1970年代から、数カ国で政策に適用されてきた。国によって、その理由はさまざまである。

### カナダ

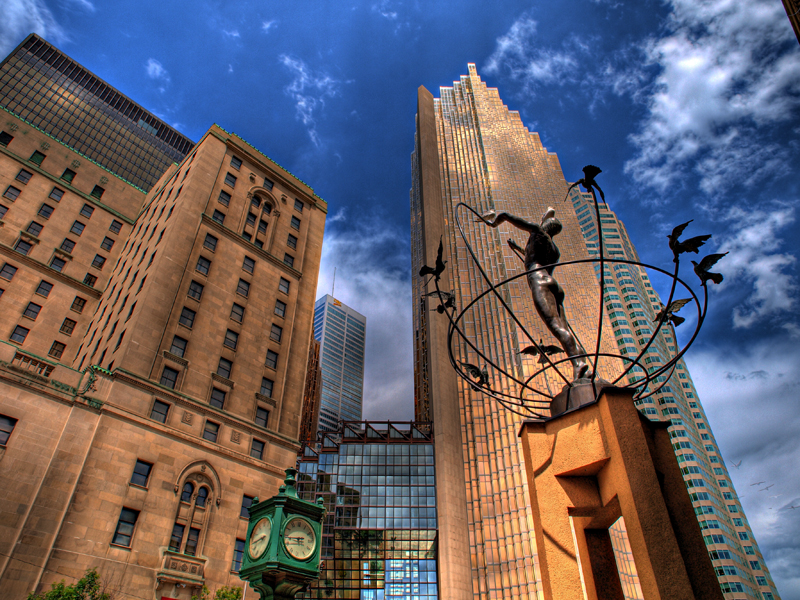
カナダ・トロントにある多文化主義の記念碑。
同一の彫刻が4つ存在しており、その彫刻は南アフリカのバッファローシティにある

カナダにおける多文化主義の考え方が初めて明確に述べられたのは1964年、カナダ進歩保守党の上院議員ポール・ユージックの上院議会における初演説の中であった。また、主にケベック州のみに集中しているフランス語話者の不満に応える形で1963年、政府はカナダ王立委員会を開き、二言語及び二文化問題についての検討を重ねた。この動きを受けて1971年に多文化主義が正式に政策として採用された。王立委員会は報告書の中で、「カナダ政府はカナダが二言語及び二文化によって構成される社会であることを認識し、この性格を維持するための政策を実施すべきである」と提唱した。
その後、この二文化主義は多方面からの批判に晒されることになった。確かにインドでは既に多文化主義が採り入れられていたが、西洋諸国では前例がなく、カナダが初めて採用することになったためである。
進歩保守党の党首ジョン・ディーフェンベーカーは、多文化主義がカナダ固有の文化や伝統を守っていこうとする自身の姿勢と相反するものとみなしていた。また、当時はケベック・ナショナリズムに惹かれる若いフランス語話者が増え続けていたが、二文化主義はこうした若者たちを満足させるものでもなかった。
英語やフランス語といった言語圏を問わず、多くのカナダ人が二ヶ国語を併用する二文化主義の新政策を嫌っていたが、最大の反対勢力は英語系でもフランス語系でもなく、いわゆる「第三勢力」と呼ばれた異文化を持つ少数派のカナダ人であった。カナダ西部の州におけるフランス語話者の人口は、その他の言語話者（北京語といった中国系、ヒンディー語といったインド系、日本語といった東アジア系など）と比べると少数であり、二文化主義が現実に即しているとは言えなかった。こういった少数派の便宜を図るため、政策の基本方針は「二言語二文化主義」から「二言語多文化主義」へと移った。
自由党政権のピエール・トルドーは1971年10月8日、下院にて「二言語の骨格に収まる多文化主義政策実施の声明」を発表。ブライアン・マルルーニー率いる進歩保守党政権が1998年7月21日に勅許を受けて可決した多文化主義に関する決議書の先駆けとなった。
実務レベルでは、連邦政府によって各少数民族に対する文化保護を目的とした基金の交付が開始された。基金の主な支援先としては、民族舞踊の競技会や各民族のための交流施設の建造などが挙げられる。これらはトルドーが掲げた「公平な社会」の実現を目的としたものというより、単に選挙の得票目当てであったのではないかと言う批判を呼んでいる。ブライアン・マルルーニー率いる進歩保守党が1984年の選挙で勝利した後にも、多文化主義政策が覆ることはなかった。ただし、マルルーニー政権発足以前から進歩保守党の党員らは、政権が党是であるカナダ固有の文化と伝統を保持する姿勢と乖離していることを批判していた。特にトリニダード・トバゴ出身の知識人ニール・ビスーンダスは、多文化主義を政府の基本方針とすることに反対している。
歴代のカナダ政府は政治信条もしくは公平性の観点から、多文化主義が「社会的あるいは文化的な障壁を打ち破り、結果として国益に資するものだ」と主張し続けており、「国家をまとまりのあるものにしていく上では政治的に偏った思想ではないのか」と疑問視する立場から距離を置いてきた。
カナダ国民の多くは、多文化主義が国民から「カナダ人らしさ」を奪い、その気になればあらゆる集団が各々の独自性を根拠に異なる（むしろ特別な）待遇を要求しかねないという危険性を認める一方で、政策自体は人々を一つの共通した価値観で結び付けており、結果として国家への帰属意識を高めているという見方を支持している。しかしながら、同政策に対しては批判もある。2007年に発表されたトロント大学の調査によると、最近の非白人系移民の多くは、自らを「カナダ人である」とはみなしていないという。
カナダは1982年にイギリスから法的な面で完全に独立を果たしたが、その際に制定されたカナダ自主憲法にある『カナダにおける権利と自由の憲章』 第27節の中に、多文化主義の政策方針が追加されることになった。
アメリカの歴史学者ダイアン・ラヴィッチは、アメリカにおける「人種のるつぼ」とカナダの「文化のモザイク」について論じ、どちらとも多文化主義ではあるが前者は「共存的」、後者は「自治的」であると区別した。ラヴィッチによると、左記の二つの多文化主義には次のような相違点があるという。まず共存的多文化主義は、各自の文化やサブカルチャーが社会全体の文化と渾然一体となり、固有で有益な貢献をしている（共存している）と捉える。その一方で自治的多文化主義は、むしろ文化間の差異を維持する志向性があるのだという

### オーストラリア
オーストラリアは、カナダとほぼ同様の多文化主義を採用している。それゆえ、カナダにおいて見られるような多文化主義政策が数多く実施されており、その一例としてSBSが挙げられるだろう。
1970年代、白人以外の移民を事実上禁止することを旨とした政策（白豪主義）がゴフ・ホイットラム政権によって捨て去られ、これが契機となってオーストラリアに多文化主義が根付いた。とはいえ、この政策転換はオーストラリアがイギリスから分離し、国家としての主体性を確立する過程の一側面に過ぎなかったという指摘もある。
オーストラリアにおける「多文化主義」の考え方（定義）は、白豪主義を捨て去った当初に比べると大きく変化している。元々は、一部の移民が異なる文化圏の出身者だとしても、オーストラリア社会との関係を容認しようという程度のものだったが、現在では異なる「文化圏」の存在自体をオーストラリア社会の中に容認しようというものに変わっている。現在、このオーストラリアにおける「多文化主義」の考え方は、国民の多くがそれぞれ多様な文化的・民族的背景を持ち、またこの現状を承認しているという事実を引き合いに出す際にしばしば用いられる。
オーストラリア移民多文化省は2005年、同国内における労働力の25％が国外出身者であり、40％が少なくとも片親が国外出身者であると推定している。
オーストラリアにおける最初の多文化主義に関する国策は1978年、マルコム・フレーザー首相（当時）率いる自由党政権によって実施された。一連の政策は、次にボブ・ホーク労働党政権に引き継がれた。1990年代初頭、ポール・キーティング労働党政権は多文化主義を支持する姿勢を崩さなかったが、オーストラリアの前首相ジョン・ハワードは、「国家としての主体性を国民全体で共有するべきだ」という理念の下、多文化主義に批判的である。とはいえ、多文化主義的な政策は何の変更もなく存続している。ただし、アンドリュー・ボルトに代表される保守派の新聞コラムニストらは、国家的な同化政策の必要性を主張している。

### スウェーデン
スウェーデンにおいては、公式には1975年に多文化主義的な政策に取り組み始めた。この政策が取られる10年ほど前から、スウェーデンは深刻な労働者不足に見舞われ、同時に他の北欧（スカンジナビア）諸国やポーランド、南ヨーロッパ、中東からの移民が増加していた。このため、1979年までにスウェーデンの全在住者の11％が国外出身者となった。これを受けてスウェーデン政府は、移民に対して国内で働く条件としてスウェーデン語を話すことを要求し、同時に大学の学外講座として（スウェーデン語の）語学研修を無料で受けられるようにした。
複数の自治体と大都市における一部の地区においては、住民の大多数がスウェーデン語を話さず、文化的にもスウェーデンと馴染まないような地域が生まれた。そこで国は、移民の子ども達がスウェーデン語を学ぶための教室を各学校に創設し、他方で移民らの出身国に応じた言語（＝スウェーデン語以外の言葉）による教育を与える試み母国語プログラムを放課後の補習として開始した。これらの多文化主義的な政策は、現政権によって絶えず批判に晒されており、再検討の段階に入っている。

### アメリカ合衆国
アメリカ合衆国 では政府の
政策として多文化主義を採用しておらず、一部の州政府が英語とスペイン語の二言語常用を採用しているのみである。しかし近年では、アメリカ政府は多文化主義を支持する傾向にある。例えばカリフォルニア州では、カナダの多くの州と同じように、運転免許を取る際に試験の言語を選択することが出来る。

### イギリス
保守党の政権下（1979年から1997年の間）では、多文化主義的な発言は左派陣営の中でのみ主張されるに留まっていた。しかし、1997年以降の労働党政権の発足以降、政府の政策や発言は多文化主義の影響を受けている。現政策の先駆けとなったものとしては、1965年の制定以降修正案が加え続けられている「人種関係法」や同様に1948年に制定された「イギリス国籍法」などが挙げられる。近年はアラブ系移民の増加によって西欧的価値観とイスラム的価値観の摩擦が問題化している。2011年2月にデーヴィッド・キャメロン首相は「国としての多文化主義は失敗した」と公式に発言した。多文化主義政策に否定的な態度を取る最近の批評家としては、ウガンダ生まれのヨーク大主教ジョン・センタムやパキスタン生まれのロチェスター教区主教マイケル・ナジラリなどが挙げられる。

### マレーシア
マレー半島は、国際的な貿易やりとりの歴史が長く、半島の民族的や宗教的な成り立ちに影響をもたらしている。18世紀以前はマレー人が支配的だったのに対し、イギリス人が新しい産業と共に中国人やインド人労働者を導入した際に、民族構成が激しく変化した。ペナン州やマラッカ、シンガポールなど当時のイギリス領マラヤに属するいくつかの地域は、中国人が大部分を占めるようになった。インド、中国、マレーの3つの民族とその他少数民族グループ間の共存は、マレー人の人口統計や文化的な位置付けに影響したにもかかわらず、主として平和的である。
マラヤ連邦独立以前は、マレーシア社会契約が新しい社会の基礎として交渉されていた。マレーシア憲法にも反映されたその契約は、移民達に市民権が与えられることやマレー人に特別な権利が保障されていることが述べられている。この政策はよくブミプトラ政策と呼ばれている。
マレーシア連邦国自体の設立は「人種の数学」で重荷を負わされてきた。当時の首相トゥンク・アブドゥル・ラーマンは、サラワク州とボルネオ島北部が認可されない限り、シンガポールも連邦の一部として認めないとしていた。その首相の主張の根拠には、シンガポールの包含による新しい連邦国は、マレー人を代償にして中国人を新しく多数派勢力にしてしまうという懸念があった。その一方で、ボルネオ島にあるそれらの州を含めば、マレー人を多数派として維持できることが背景にあった。
民族間の緊張は1963年のマレーシア国設立と共に続いた。人民行動党の元率いられたシンガポールと統一マレー国民組織に率いられた連邦政府との間には社会契約に関する議論が絶えず、このマレー人と中国人間の緊張は、後にシンガポールで1964年の人種暴動を引き起こすこととなった。この暴動は、部分的にマレーシアからのシンガポール追放を促すものとなった。同じ頃、マレーシアではマラヤ非常事態として知られる共産党による反乱が起こっていた。この紛争は、中国人支持のマラヤ共産党とイギリスが後ろ盾になっていたマレー人支持政府との間によるものと捉えられている。
最悪の暴動は、1969年に再び中国人とマレー人の間に起こった5月13日事件である。これは、民族間における経済的不釣合いを減少させることを目的としたマレーシア新経済政策や、ルクネガラと呼ばれる全ての民族間での団結を奨励したマレーシアの国家指針などの政策導入や、ディーパラヤ（ディーワーリーとハリラヤ・プアサの混成）やコンシーラヤ（旧正月とハリラヤ・プアサの混成）などの習合祭事の啓蒙につながっていった。教育面では、当地で話されている言語を活用した教育（マレーシア教育の章を参照）が国の教育政策として取り入れられ、中国を除いて、マレーシアのみが世界で唯一中国語での教育システムを持っている国である。
これらの多元論的政策は、非宗教やイスラム教ではない宗教の影響に反対する正統派イスラム教徒やイスラム主義政党から圧力を受けており、この問題は論争の的になっているマレーシアでの信教の自由に関わっている。

### ドイツ
ドイツでは、トルコ人を始めとする、約5%のムスリムが居住しているが、近年、ドイツ人との摩擦が注目されるようになってきている。

## 批判
多文化主義への懐疑や否定は、グローバリゼーション派やアイデンティティ政治派からは「反リベラル」だとバッシングを受け、タブーとされてきた。しかし、移民先への同化させない「寛容」な多文化主義政策は、結局はイスラム教圏をルーツに持つ人々を中心に、移民先で世俗的先進国の現地語や文化にも習得せず、移民元の「氏族社会」や法体系を維持し、宗教やテロ思想に傾倒する非世俗主義者が多数出て、移民先社会の分断を生んだ。移民先社会への統合の失敗、福祉などによる財政的負担増加、国内における社会結束の亀裂・相互信頼の揺らぎは、移民先先進国におけるリベラリズム・世俗主義・民主主義・言論の自由という考えをも脅かしている。「多文化主義」を推進した欧州の国では、主に居住国の価値観よりムスリムコミュニティーを重視する移民との文化戦争から、2010年代に多文化主義や「ダイバーシティを尊重」は失敗だったと判明した各先進国で、方向転換や批判政党の台頭が起こっている。
知識人層は、イスラム教圏からの移民出身者も、移民先の先進国で長年暮らすと、「自由民主主義的価値観になじみ、それを受容するはず」と想定していた。しかし、実際には、彼等のかなりが言論の自由や男女平等など移民先国との価値観を共有せず、宗教を優先している。欧州の学者やマスコミは、「政治的な正しさ」（ポリティカル・コレクトネス）に過敏になっており、「移民受け入れ」に肯定的意見や調査結果は積極的に報道する一方、否定的なものには「報道しない自由」を行使してきた。旧来の欧州の価値観を共有しない非世俗主義移民の増加で、自由民主主義や世俗主義の欧州は自死を遂げつつある。
文化人類学者から、文化というコンセプトの持つ抑圧性の自覚と反省のうえにたっていれば、多文化主義は現状改善のための有効な理念であるが、文化の境界性を権力の側が勝手に設定してしまう承認を通した管理にすぎず、また「違いを尊重」する土俵を隠蔽してしまうことが問題視されている。これらの議論は文化という概念がもはや政治化しており、文化人類学のなかの「文化というコンセプトが過剰に本質主義化し、抑圧の道具となっているから廃止すべきだ」という議論や、ナショナリズム研究における「国民文化というものは近代における政治的意図のもとに想像（創造）されたもの」を踏まえ、「そこから真正性の文化というものを識別可能だということすらもはや幻想である」という議論が底にある。
多文化主義を批判する人たちは、互いに影響し合いながらも異なる文化が穏やかに共存するという多文化主義の理想が、持続可能なものなのか、逆説的なものなのか、あるいは望ましいものなのかについて、しばしば論争になっている。これまで独自の文化的アイデンティティの代名詞であった国民国家が、強制的な多文化主義に負けてしまい、結果的に受入国が有する独自の文化を破壊してしまうという主張がある。
サラ・ソングは、文化とはその構成員によって歴史的に形成されてきたものであり、グローバル化によって境界がなくなったことで、他の人が思っているよりも文化が強いものになっていると考えている。さらに、文化は相互に建設的であり、支配的な文化によって形成されると考え、特別な権利という概念に反対している。ブライアン・バリーは、政治分野における文化の違いを無視したアプローチを提唱しており、グループベースの権利は、個人を基本とする普遍主義的なリベラル・プロジェクトに反していると考えている。
ハーバード大学の政治学の教授であるロバート・D・パットナムは、多文化主義が社会的信頼にどのような影響を与えるかについて、約10年にわたる研究を行った。アメリカの40のコミュニティで2万6,200人を対象に調査を行ったところ、階級や収入などの要素を調整したデータでは、人種的に多様なコミュニティほど信頼感の喪失が大きいことが明らかになった。多様性のある地域の人々は、「地元の市長も新聞も信用せず、他人も組織も信用しない」とパットナムは記している。このような民族的多様性がある中で、パットナムは「私たちは身を潜めて、亀のように行動する。多様性の効果は想像以上に悪い。それは、自分とは違う人を信用しないということだけではない。多様性のあるコミュニティでは、私たちは自分に似ていない人を信用しない」と述べている。しかし、パットナムは、「多様性に対するアレルギーは、次第に薄れ、消えていくものである……長い目で見れば、私たちはより良くなると思う」とも述べている。パットナムは、自分が社会の多様性に反対しているという主張を否定し、自分の論文が人種差別的な大学入学に反対するように「ねじ曲げられた」と主張した。また、パットナムは「広範な研究と経験から、人種や民族の多様性を含む多様性が社会に大きな利益をもたらすことが確認されている」と主張している。

民族学者のフランク・サルターは次のように記している。
相対的に同質な社会では、公共財への投資が多く、公共の利他性が高いことを示している。例えば、民族の同質性の度合いは、国内総生産に占める政府の割合や国民の平均的な富と相関している。アメリカ、アフリカ、東南アジアの事例では、多民族社会は慈善心が薄く、公共インフラの整備に協力的ではないことがわかっている。そして、モスクワの物乞いは、他の民族よりも仲間の民族から多くの贈り物を受け取る。米国の自治体の公共財への支出に関する最近の複数都市の調査では、民族や人種が多様な都市は、同質性の高い都市に比べて、予算の一部や一人当たりの公共サービスへの支出が少ないことがわかった。
民主党の元コロラド州知事で3期務めたディック・ラムは、「世界中の多様な民族は殺し合っていないときには、ほとんどが憎しみ合っている――多様で平和で安定した社会は、ほとんどの歴史的前例に反している」と主張した。
アメリカの古典主義者ビクター・デイビス・ハンソンは、モクテスマとコルテスの「合理性」の違いを用いて、西洋文化が全世界のあらゆる文化よりも優れていることを主張し、多文化主義はすべての文化を平等に扱う誤った教義であると否定している。
公式には2つの文化を持つニュージーランド（アオテアロア）では、多文化主義はニュージーランドの先住民であるマオリへの脅威とみなされており、ニュージーランド政府がマオリの自決要求を弱め、同化を促進しようとしているのではないかと考えられている。
極右は、グローバルブランドの多文化広告に反対する多数のオンラインの言説活動に参加することが増えていることが示されている。
リベラル的な理想主義から先進国で展開された多文化主義的な政策は、現代社会に少なくない軋轢を生み出した。なお、2010年、ドイツのアンゲラ・メルケル首相が「多文化主義は完全に失敗した」と発言したことが移民受け入れの反省を示したとよく誤解されているが、これは多文化主義がお互いに干渉しないことを尊重しすぎたことの反省であり、複文化主義が普及するきっかけとなった。。